# ヴァレリウ・ムラヴシュ
ヴァレリウ・ムラヴシュ (モルドバ語: Valeriu Muravschi、1949年7月31日 – 2020年4月8日）は、モルドバ共和国の政治家、実業家。1991年5月28日から1992年7月1日まで初代首相を務めた。